# Jigoku Shōjo
Jigoku Shōjo (яп. 地獄少女), також відоме як Jigoku Shoujo: Hell Girl (в англомовній версії на телеканалі Animax Asia) — аніме- та манґа-серіал, створений студіями Aniplex та Deen. Прем'єра відбулася в Японії, серіал транслювався по телеканалах Animax, Tokyo MX, MBS та іних. Прем'єрним показом серіал транслювався на телеканалі Animax з 4 жовтня 2005 року по 2 квітня 2005 року. Після успіху першого сезону швидко був створений сезон другий під назвою "Jigoku Shōjo Futakomori "(地獄少女 二籠), прем'єра якого відбулася 7 жовтня 2006 року в Японії на телеканалі Animax. Телевізійний серіал, адаптований до сюжету, транслювався на японському телеканалі Nippon з 4 листопада 2006 року. Третій сезон аніме, що продовжував сюжет, вперше був представлений на офіційному мобільному сайті Jigoku Tsūshin. Офіційна назва третього сезону — «Jigoku Shōjo Mitsuganae» (地獄少女 三鼎).

## Сюжет
Більшість епізодів є окремими завершеними історіями, такими собі новелами, в яких показано страждання різних людей, викликані одним чи більше антагоністами. Тут показано людські конфлікти і сварки, які не вдається вирішити. Головними образами є Жертва та її Кривдник. Коли жертва вже не витримує знущань кривдника, ненависть якого доходить до найвищого піку, вона шукає допомоги у сил, які не належать людям. Жертва звертається до Пекла, просячи покарати свого Кривдника. Для цього створений спеціальний вебсайт, який прямо зв'язаний із пеклом. вебсайт, відомий як 地獄通信 (Кореспонденція Пекла, Hell Correspondence), може бути доступним тільки опівночі, коли жертва наповнюється бажанням помсти своєму мучителю. Коли хто-небудь напише ім'я того, на кого таїть злобу, Jigoku Shōjo (Дівчина Пекла) з'явиться перед ним і запропонує йому солом'яну ляльку з червоною стрічкою. Якщо потягнути за цю стрічку, лялька віднесе кривдника, якого назвала жертва, у пекло. Однак клієнт, що попросив зробити це, аби його прохання здійснилося, має укласти угоду. За нею, той, хто дав ляльці завдання, потрапить у пекло наприкінці свого життя.

Сторінка вебсайту «Кореспонденції Пекла»

Протягом серіалу, головні протагоністи пояснюють причини сварок між показаними персонажами. Тут подано розвиток конфлікту і його кульмінацію, коли він вже доходить до тієї міри, що жертві неможливо витерпіти біль і вона викликає Кореспонденцію Пекла (заходить опівночі на вебсайт). Змістом вебсайту є тільки коротенький текст: «あなたの怨み、晴らします。» («Ми помстимось за вас»), а також невеличка коробочка, куди вписується ім'я кривдника і значок 送信 (надіслати). Через деякий час після відправлення цього повідомлення, перед авторами послання з'являється Енма Ай, юна червоноока дівчина, вдягнена у традиційну шкільну матроську уніформу. Саме вона дає солом'яну ляльку, яку постійно тримає у руках. Насправді лялька — один із помічників Енми. В першому сезоні лялька завжди чорна, тому що вона завжди та сама. Однак у другому сезоні лялька може бути червоною або темно-блакитною, в залежності від того, що це за помічниця. Енма пояснює тим, хто відправив повідомлення, що потрібно зробити, щоби негайно відіслати ворогів у пекло (потягнути за червону стрічку). Після цього на шиї протагоністів з'являється чорна, пікоподібна сформована мітка, яка постійно нагадує про те, що коли їхнє життя наблизиться до кінця, вони повинні будуть заплатити за вчинок Ай. За це їхні душі потрапляють до пекла.
Ай допомагають троє асистентів: Ічімоку Рен, молодий чоловік, який приймає форму блакитної солом'яної ляльки; Хоне Онна, жінка, вдягнена у кімоно із обі (паском), зав'язаним спереду, що означає, що вона — повія, Хоне Онна приймає форму червоної солом'яної ляльки; та Ванююдо, старець, вдягнений у капелюх, а іноді і в червоний шарф, приймає форму чорної солом'яної ляльки. Коли потрібно виконати замовлення, троє помічників приймають форми ляльок. Ця трійця допомагає Ай відкрити справжню сутність клієнтів, а також показують Ай попереднє життя жертв.
В епізоді 8 першого сезону, представлені 2 нові персонажі. Це журналіст Шібата Хаджіме, який включається в перебіг подій, та його донька Цуґумі. Після їхнього зіткнення з Ай цим двом починають з'являтися видіння, і, таким чином, вони щораз більше дізнаються про вчинки Ай. Хаджіме не подобається спосіб Ай втілювати в життя помсту, і він намагається зупинити тих, хто контактує з Дівчиною Пекла, щоби використати її силу. У цьому йому допомагає Цуґумі.
У другому сезоні основні події розгортаються навколо Такуми Куребаяші, хлопця, якого жителі міста звинувачують у зникненні людей навколо містечка, хоч насправді це сталося внаслідок використання сили Дівчини Пекла.

## Персонажі

### Ай Енма (閻魔 あい Енма Ай)
- Сейю : Маміко Ното

Головний протагоніст серіалу. Дівчина із довгим, спадаючим темним волоссям і червоними очима. Ай — духовне створінням з трагічним минулим. Вона живе у світі вічних сутінків, у будиночку зі своєю бабусею. Улюбленим її заняттям є спостерігати за квітами, які цвітуть перед домом. Ай — одна з тих, хто приходить до клієнта і виконує його замовлення — відправляє вказану жертву до пекла. Часто Ай вдягає чорне сейфуку (матроску), популярну в Японії шкільну форму (особливо часто її носять у зимові місяці), однак переважно її показано у кімоно із квітковим орнаментом(коли потрібно виконати замовлення клієнта). Ай розпочала кар'єру як Дівчина Пекла, вчинивши власний акт правосуддя над односельцями, які приговорили її до страшної смерті. Її очі стали червоними, коли Сентаво(її дитяча душа, яка піддалася під тиском односельців, щоби врятувати подальше життя дівчини), вперше з'явилася перед очима Ай. Вона подолала свою смерть, помстившись односельцям і знищила селище. Вона відправляє людей до пекла — це її кара. Хоча ця задача є спокутою душі за попередні гріхи, невідомо, чи Ай коли-небудь звільниться від цієї роботи. Оскільки Ай займається цією справою надзвичайно довго, вже понад 400 років, то схоже, що вона стала неемоційною, закляклою, і це показано її безсилістю на обличчі. Ваньюдо помітив, що Ай досі має почуття, і вважає, що вона просто їх не показує, і пізніше це було показано, коли Ай наказує Павуку позбавити її почуттів. Час, проведений із Шібатою, допомагає Ай звільнити власні почуття, принаймні навчитися ними володіти. Коли Ай лютує, вона здатна запускати величезні згустки енергії, а також демонструє неймовірну стійкість і здатність до телепортації.
У другому сезоні Ай починає виявляти почуття, стає емоційнішою, сильнішою у поводженні із власними клієнтами. Наприклад, під час однієї серії вона робить жест рукою «перемога», коли їй вдається доставити свою жертву до пекла, завдавши перед цим мук за вчинені злочини. Під час другої сцени Ай, переглядаючи модний журнал, залишає власних компаньйонів слідкувати за жертвою. Тоді Ай проявляє співчуття до матері жертви, яка робить все, щоби доньку не направили у пекло. Повністю її спогади і емоції повернулися під час показу страждань Такуми Куребаяші, оскільки її ситуація була надзвичайно схожою до того, що відбулося із Ай в минулому. Повернення пам'яті призводить до того, що Ай вирішує не коритися своєму хазяїну — Володарю Пекла, оскільки хоче, щоби її повернули до людського життя. Згодом Ай вбивають, це сталося тоді, коли вона намагалася захистити Такуму від його кривдників. Після самопожертви Ай її тіло перетворюється у пелюстки сакури і відлітає в небо.
«Ай» означає любов, а «Енма» — «суддя злочинного світу».

### Ваньюдо (輪入道)
- Сейю: Такаюкі Суґо

Ваньюдо — перший з трьох компаньйонів Ай. Він має зовнішність старого чоловіка з практично завжди заплющеними очима. Вдягає старомодний японський одяг і червоний шарф на шию. Коли потрібно, набуває форми чорної солом'яної ляльки. Ваньюдо також є наставником Ай. У нього є особлива місія — він вказує Ай, коли вона повинна піти за душами клієнтів.
Незважаючи на старість та зовнішні слабкість і безсилля, насправді він неймовірно могутній. У нього є надзвичайні сили у бойовому мистецтві, а ще — здатність до метання блискавок і ударів нелюдської сили.
Ім'я «Ваньюдо» походить від «йокай», що означає «дорожнє колесо». У 12 епізоді «Futakomori» розповідається, що Ваньюдо був колесом у вантажному транспорті принцеси, а згодом був наділений містичною силою вогняної кулі, яка тероризувала людей. Ай згодом запросила Ваньюдо до себе, щоби він став її першим компаньйоном. Також вона перша помітила його дивовижну здатність до зміни власної форми.

### Рен Ічімоку (一目 連 Ічімоку Рен)
- Сейю: Масая Мацуказе

Рен — другий компаньйон Ай, який зазвичай виглядає як молодий чоловік. У нього є неймовірна сила — він здатен бачити наскрізь навіть будівлі. Рен так само може використовувати очі як зброю, проектуючи яскраві спалахи світла. Коли потрібно, Рен стає блакитною солом'яною лялькою. Для цього потрібен поцілунок у його пов'язку на шиї.
Насправді раніше Рен називався Моку або Ічімото Рен. Згодом виявлено, що Рен — особливий дух цукумоґамі (дух артефакту), тип духів, які народжуються із артефактів, що проіснували величезну кількість років.
В минулому Рен був катаною, яка спостерігала за всім, що з нею відбувається. Згодом ця катана була викинута у велику скелю. Ай підібрала її і надала теперішньої форми, щоби Рен зміг стати її компаньйоном. Рен погодився, кажучи, що у скелі, де він знаходився, стало надзвичайно нудно. З того часу Рен розвинув свою людську подобу, а також риси характеру. Він часто показує самолюбство і егоїзм. Запросивши його до себе, Ай каже, що так він може знайти те, що шукає (вона підозрює, що Рен цікавиться дечим). Зі слів Рена зрозуміло, що він також очікував на компаньйонів, щоби утвердитися у власному існуванні, так само як скривавлений меч, що використовувався тільки для безкінечного вбивства. Тому у Рена пробудилися почуття до власних колег, він почав до них ставитися як до родини.

### Хон-Онна (骨女)
- Сейю: Такако Хонда

Хон-Онна — третій компаньйон Ай, жінка, вдягнена у кімоно, із вузликом, зав'язаним попереду (що носить назву обі). У другому сезоні обі, щоправда, зав'язаний позаду. Ця ознака показує, що Хон-Онна є повією.
Хон-Онна не любить, щоби її називали «старою пані». Вона стає червоною солом'яною лялькою, коли потягнути за обі. Хон-Онна і Рен розшукують людей, які мають конфлікти з оточенням. Вона зазвичай проникає в людське середовище у повсякденному одязі, щоби дізнатися більше інформації, тоді вона використовує псевдонім «Сон Анна». Хон-Онна показує себе як чудовий знавець різної зброї, у небезпечних ситуаціях вона чудово користується цим умінням. Ножі Хон-Онни несуть у собі певну містичну силу, яка швидко нейтралізує противників. Хон-Онна має талант зменшуватися до надзвичайно дрібних розмірів.
Ім'я Хон-Онна походить від такого ж за звучанням слова, яке означає «кістяна жінка», що відображає здібність Хон-Онни контролювати власні кістки (і використовувати їх під час допомоги Ай).
У епізоді 8 «Futakomori» Хон&-Онна жартома заявляє, що їй 200 років. У флешбеках розповідається, що Хон&-Онна була повією на ім'я Цую. Вона була зраджена чоловіком, якого кохала. Він продав її у бордель, щоби відплатити за свої борги. Цую була зраджена вдруге, коли вона намагалася втекти разом із повією на ім'я Кіон до чоловіка, який її справді покохав. Цую і чоловік були спіймані самураєм, тому що їх видала Кіон. Той же самурай кинув Цую у річку. Коли вона от-от мала втопитися, духи, які піднялися із її кісток, об'єдналися і перетворили її на Хон&-Онну. Пізніше вона зустріла Ай і стала її компаньйоном.

### Бабуся Ай (あいの祖母 Ай но Собо)
- Сейю: Еріко Мацухіма

Бабуся Ай жодного разу не була показана, хіба що затінений силует, що стоїть позаду. Вона завжди перебуває у власній кімнаті, визначаючи долі, а також дає поради Ай. Людина не може знати все про бабусю Ай, тому що для цього потрібно бути всевидящим.

### Павук (人面蜘蛛 Джінмен Ґумо)
- Сейю: Хідекацу Шібата

Різнокольоровий павук із трьома очима на животі, який з'являється після заходу сонця у світі Ай. Він говорить людським голосом і є головнішим, ніж Ай (про це свідчить його заява, що вона вбила людей свого селища). Павук володіє душами найдорожчих для Ай людей — батька і матері, зберігаючи їх у в'язниці вічної темряви. Павук єдиний вміє управляти човном перевезень у пекло і намагається залякати Ай після того, як вона повстала, повернувши свої спогади. Однак Ай виявляється занадто сильною.
Павук погано відноситься до компаньйонів Ай, з якими навіть не розмовляє. В останній серії другого сезону Ваньюдо називає Павука Володарем Пекла. Виглядає, ніби Павук спеціально спонукав Ай до виконання завдань, які нагадували її власну смерть, щоби перевірити, що для неї важливіше — коритися Володарю Пекла чи слухатися імпульсів власного людського серця.

### Кікурі (きくり)
- Сейю: Канако Сакай

Загадкова дівчинка, яка представлена у другому сезоні, епізоді 4. Після цього вона починає регулярно з'являтися у серіалі. Про те, що вона молодша за решту персонажів, свідчить те, що вона здатна вільно переміщуватися між світами, а також і дитячий характер (вона іноді навіть влаштовує різні витівки). Кікурі часто з'являється у супроводі колискової на задньому плані. У Кікурі, на відміну від Ай, очі пурпурові. Кікурі каже, що любить Ай, однак власну силу використовує більше для мук і страждання оточення. Невідомо, чи робить вона це спеціально, однак її жорстокість проявляється у всьому, починаючи від топтання квіток до знищення того, чим Ай дорожить. У Кікурі є неймовірні можливості і сила над її поясом. Вона використовує його, щоби ловити різні предмети.
Незважаючи на власний характер, Кікурі підкоряється тільки наказам Ай. Вона навіть не слухає бабусі Ай. Згодом виявляється, що Павук має повний контроль над Кікурі, він може забрати її тіло, коли потрібно. Тому важко визначити, скільки вчинків Кікурі робить за власним бажанням, а що виконує по волі Павука.
Після смерті Ай, Кікурі, пливучи на своєму човні, каже: «Це кінець… ось відповідь Ай… Молодець.». Після цих слів вона по-дитячому розчавлює вишню кольору очей Ай. Наприкінці серій Кікурі не стає наступною Дівчиною Пекла.

### Хаджіме Шібата (柴田 一 Шібата Хаджіме)
- Сейю: Юджі Веда

Колишній журналіст, який тепер заробляє гроші, отримуючи кошти від знаменитостей, оскільки все про них знає. Він починає шукати щось про Кореспонденцією Пекла, заходячи на їхній вебсайт, однак спочатку без будь-якого інтересу. Згодом ця справа надзвичайно зацікавлює Хаджіме. Він усвідомлює, що це не просто витівка, адже люди насправді потраплятимуть у пекло.
Через деякий час його донька Цуґумі зв'язується містичним чином з Ай. Завдяки цьому вона бачить все, що й Енма. Після цього Хаджіме намагається пояснити Ай, що її справа — неправильна, і він повністю з нею не згоден. У другому сезоні Хаджіме стає біографом Ай.

### Цуґумі Шібата (柴田 つぐみ Шібата Цуґумі)
- Сейю: Нана Мізукі

Цуґумі — донька Хаджіме, яку він часто кличе «Цуґумі-чан». Одного разу вона бачить Ай, після цього містичним чином зв'язується з нею. Спершу вона доносить батькові все, що знає про Ай, однак згодом перестає це робити, часто сперечаючись з Хаджіме на рахунок того, чи потрібно зупинити Ай на її шляху.
Цуґумі — основне джерело, яке розповідає про поточні події. Згодом, а саме у 24 серії другого сезону, виявляється, що Цуґумі так само має зв'язок із Кікурі.

### Аюмі Шібата(柴田 あゆみ Шібата Аюмі)
- Сейю: Хітоні Набатаме

Дружина Хаджіме. Спершу Хаджіме присвячував більше часу роботі, намагаючись зробити дружину щасливою, заробляючи гроші. У своїй самотності Аюмі зв'язується із одним політиком, за яким стежив Хаджіме. Дізнавшись про походеньки дружини, Хаджіме проганяє її з дому, заборонивши спілкуватися із Цуґумі. Через дейкий час показано загибель Аюме в автомобільній катастрофі. Цуґумі залишає сережки матері на пам'ять. Хаджіме досі любить Аюме, не в змозі пробачити свого вчинку і звинувачуючи себе у смерті дружини. Ай намагался використати смерть Аюме, щоби спровокувати Цуґумі відправити її батька в пекло.

### Такума Куребаяші (紅林 拓真 Куребаяші Такума)
- Сейю: Аюмі Фуджіміра

Такума — тихий хлопчина, який живе у Чарівних Схилах. Його ніхто не розуміє, жителі вважають його «дитиною диявола», так само як Ай у її селищі. Перша його поява відбулася, коли було вбито його матері другом його батька, який також був серйозно пораненим. Вбивця збирався вбити Такуму, його було відіслано у пекло, однак коли прибула поліція, вона подумала, що вбивця — Такума.
Невідомо, чи володіє Такума такою ж духовною силою, як і Ай, однак він має уміння передбачення. Також він спостерігає за Ай весь цей час. Наприкінці, Ай рятує його від жителів міста, однак гине сама. Згодом виздоровлює батько Такуми, і хлопець перестає бути таким самотнім.

## Аніме
Аніме-серіал "Jigoku Shōjo" був створений студіями «Aniplex» та «Deen». Режисер — Такахіро Оморі. Перший сезон складається із 26 серій, які були вперше показані у Японії на телеканалі «Animax» між 4 жовтня 2005 року по 2 квітня 2006 року. Другий сезон серіалу, який носив назву «Jigoku Shōjo Futakomori» (地獄少女 二籠), сперше був показаний, починаючи з 7 жовтня 2006 року у Японії на телеканалі «Animax». «Animax» також пізніше переклав перший і другий сезони на англійську мову і транслював англійською на телеканалах Південної Азії, а також у Гон Конзі, Тайвані, Південній Кореї та В'єтнамі, Європі та інших регіонах. У Північній Америці перший сезон був представлений «FUNimation».

### Творці аніме
- Концепція: Хіроші Ватанабе
- Створення: Проект Jigoku Shōjo
- Планування: Кенджі Шімізу (Wellthink), Хідео Кацумата (Aniplex)
- Координаційне планування: Хіро Маруяма (MBS), Акіра Сасакі (Animax), Ясуюкі Учіда (Kid's Station), Хітоясу Ояма, Казуйоші Такаґі (CBC), Сатоші Мацумото
- Побудова серій: Кенічі Канемакі
- Сценарій: Масажі Сузукі, Нобуро Такаґі, Нацуко Такахаші, Сатору Нішізоно, Макі Хіро, Юкінорі Фукусіма, Кенічі Кане макі, Хіроюкі Кавасакі (другий сезон)
- Дизайн персонажів: Маріко Ока
- Механічний дизайн: Шьоней Охара
- Спільний проект: Шоґо Морішіта
- Головні режисери: Масахіро Айзава (перший сезон), Маріко Ока(другий сезон)
- Артдиректори: Йошінорі Хішінума (перший сезон), Наруюкі Оґі (другий сезон)
- Замальовка: Шінджі Мацумото
- Директор фотографії: Шіньйо Кондо
- Редактор: Масахіро Мацумара(Jay Film)
- Композитори: Ясухару Така наші, Хіромі Міцутаніі
- Музичний лейбл: Jasuto
- Музичний директор: Фуміко Харад Fumiko Harada
- Звуковий директор: Шоджі Хата
- Звуковий дизайн: Мінору Ямада (Ena)
- Звукова компанія: Darks Production
- Анімаційний продюсер: Коджі Айджіма
- Продюсери: Ай Абе (Aniplex), Норіхіро Хаяшіда (Wellthink)
- Режисер: Такахіро Оморі
- Аніме-студія: Студія Deen
- Проектвання: проект Jigoku Shōjo (SKY Perfect Well Think, Aniplex)

## Саундтрек

### Опенінг (відкриваюча композиція)
Sakasama no Chō (逆さまの蝶)
- Слова: Хідеакі Ямано (SnoW)
- Музика: Асанджо Шіндо (SnoW)
- Аранжування: Асанджо Ліндо, Кен'їчі Фуджіта
- Виконання: SNoW

### Ендинг (закриваюча композиція)
Karinui (かりぬい)
- Слова: Хітоні Міено
- Музика і аранжування: Масара Нішіда
- Виконання: Маміко Ното

### Опенінг (відкриття)
«Нічне жахіття»
- Слова: Хідеакі Ямано
- Музика: Асанджо Шіндо (SnoW)
- Виконання: SNoW

### Ендінг (закінчення)
Aizome (あいぞめ)
- Слова: Aa (дикий геній)
- Музика: Такумі (дикий геній)
- Аранжування: Масара Нішіда
- Виконання: Мамко Ното

Перша збірка саундтреків Jigoku Shōjo Futakomori вийшла у світ 25 січня 2006 року. Друга збірка вийшла 19 квітня 2006 року.

## Манґа

Обкладинка тому манґи

Манґа «Jigoku Shōjo» з'явилася після виходу у світ аніме (такий порядок зустрічається доволі рідко). Манга була адаптована під аніме Мілкі Ето (永遠 幸 Ето Міюкі). Манга видавалася у журналі Nakayoshi shōjo із жовтня 2005 року. Загалом, манга дублює аніме, однак усе ж є певні відмінності(загалом.,у нумерації серій).
Так само є різниця у самому сюжеті. Ай навчається у тій же школі, що і деякі її клієнти. Іноді не показано стрічку на солом'яній ляльці (переважно у перших главах). Так само, поява Ай дещо відрізняється в манзі від аніме. Так само, клієнти повинні просто прийняти контракт. Одразу після цього починаються тортури над жертвами. Іноді тортури починаються після того, як Ай подзвонить своїм браслетом перед жертвою(в аніме нічого подібного не було). Так само порідшали покази човна, на якому Ай везе своїх жертв у пекло. Також у манзі немає Хаджіме та Цуґумі, а Кікурі з'явилася на 4 томи швидше, ніж мала би за сюжетом аніме.
Манга ліцензована «Del Rey Manga»(англійською мовою). Перший том, під назвою «Дівчина Пекла»(«Hell Girl»), вийшов у світ у січні 2008 року. Наступний том вийшов у травні 2008 року.

## Телевізійний серіал
Телевізійний серіал «Jigoku Shōjo» вперше був показаний у Японії на телеканалі Nippon 4 листопада 2006 року. Він складався із12 півгодинних епізодів. Режисером був Мак ото Наґанума. Відкриттям серіалу є пісня «Ловець мрій» у виконанні OLIVIA.
Так само, як і на початку аніме, актор-виконавець ролі Ваньюдо, є оповідачем основної історії.

### У ролях
- Ай Енма: Саюрі Івата
- Рен Ічімоку: Казукі Като
- Хон-Онна: Ая Суґімото
- Ваньюдо: Хісахіро Оґура
- Бабуся Ай: Еріко Мацушіма
- Хаджіме Шібата: Казухіко Нішімура
- Цуґумі Шібата: Саая Іріе

## Відеогра
«Jigoku Shōjo» також було адаптовано у відеогру для консолі «Nintendo DS» під назвою «Jigoku Shōjo Akekazura», що було реалізова